# Derek Black
Derek Black (Kanada, Brit Columbia, Kamloops, 1952. december 23. – 1973.) profi jégkorongozó.

## Karrier
Komolyabb junior karrierjét az AJHL-es Lethbridge Sugar Kingsben kezdte 1970-ben. Ezután felkerült a WCHL-es Calgary Centennialsbe és 1972-ig volt kerettag. Az 1972-es NHL-amatőr drafton New York Islanders választotta ki a 6. kör 81. helyén. A National Hockey League-ben sosem játszott. Felnőtt pályafutását az AHL-es New Haven Nighthawksban kezdte 1972 végén. Még ebben a bajnoki szezonban a WHL-es Portland Buckaroosba került. A szezon után rákot diagnosztizáltak nála és 1973 végén elhunyt.